# Baltzar von Platen (Politiker)

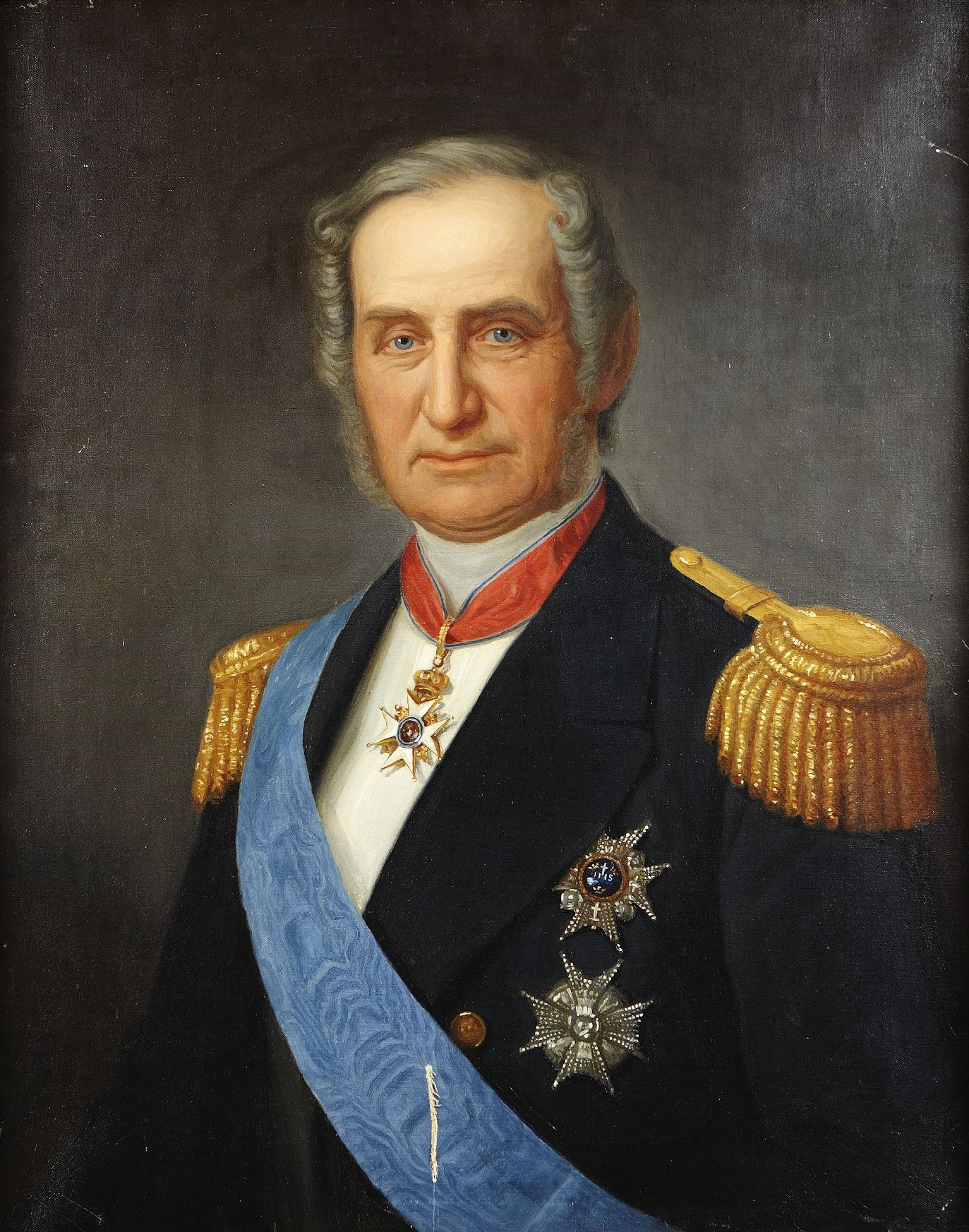
Baltzar von Platen

Graf Baltzar Julius Ernst von Platen (* 16. April 1804 auf Gut Frugarden, Skaraborgs län, Schweden; † 20. März 1875 in Stockholm) war ein liberaler schwedischer Politiker. Von 1871 bis 1872 war er schwedischer Außenminister.

## Leben

### Familie
Baltzar von Platen war der Sohn des Staatsmannes und Erbauers des Göta-Kanals, Baltzar Bogislaus von Platen (1766–1829) und dessen Ehefrau Hedvig Elisabeth Ekmann. Er heiratete am 1. August 1832 auf Gut Leufsta bei Uppsala (Schweden) Sofia Eleonora Charlotta Freiin de Geer (* 6. August 1813 in Stockholm; † 8. Juni 1888). Durch Erbschaft und Heirat war er einer der reichsten Männer Schwedens.

### Politische Laufbahn
Platen absolvierte eine seemännische Ausbildung und wurde zum Leutnant zur See befördert. Ab 1840 war er Mitglied des Schwedischen Ständereichstags. 1844 wurde er Kabinettskammerherr, 1849 Seeminister und Kommandeur der Kriegsflotte. Von 1871 bis 1872 war er schwedischer Außenminister.
Er erhielt vielfache Auszeichnungen, wie den Königlichen Seraphinen-Orden und den Wasaorden, er war Ehrendoktor der Universität Oxford und stand mehreren Akademien vor.